# Деньшин, Алексей Иванович
Алексей Иванович Деньшин (26 сентября 1893, Вятка, Вятская губерния — 30 декабря 1948, Киров) — русский художник живописец-пейзажист, педагог, сохранил дымковский промысел.

## Биография
Родился 26 сентября 1893 в городе Вятка в семье служащего губернского земства.
Учился в школе, а с 1901 по 1912 в Александровском реальном училище. После училища решил посвятить себя искусству. Свой выбор стать художником-пейзажистом сделал под влиянием местных художников Н. Н. Хохрякова, М. А. Демидова, А. А. Репина, А. В. Исупова.
В 1913—1915 годах учился в Московском училище живописи, ваяния и зодчества у крупных мастеров как Н. А. Касаткин, А. Е. Архипов, А. М. Васнецов, С. В. Малютин.
В 1919 году учился в мастерской И. М. Машкова в Высших государственных художественно-технических мастерских. Существенное влияние на художника оказало также творчество А. А. Рылова.
Один из создателей Вятского художественно-исторического музея (1910).

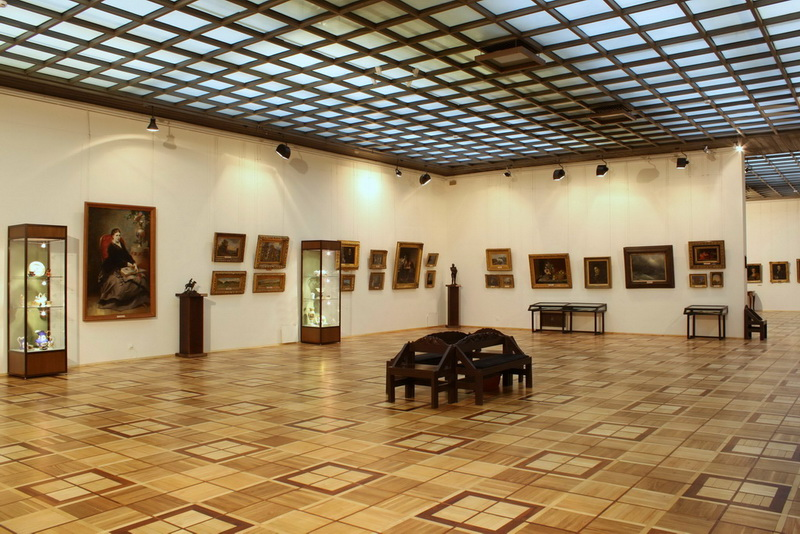
Зал постоянной экспозиции Вятского художественного музея в XXI веке.

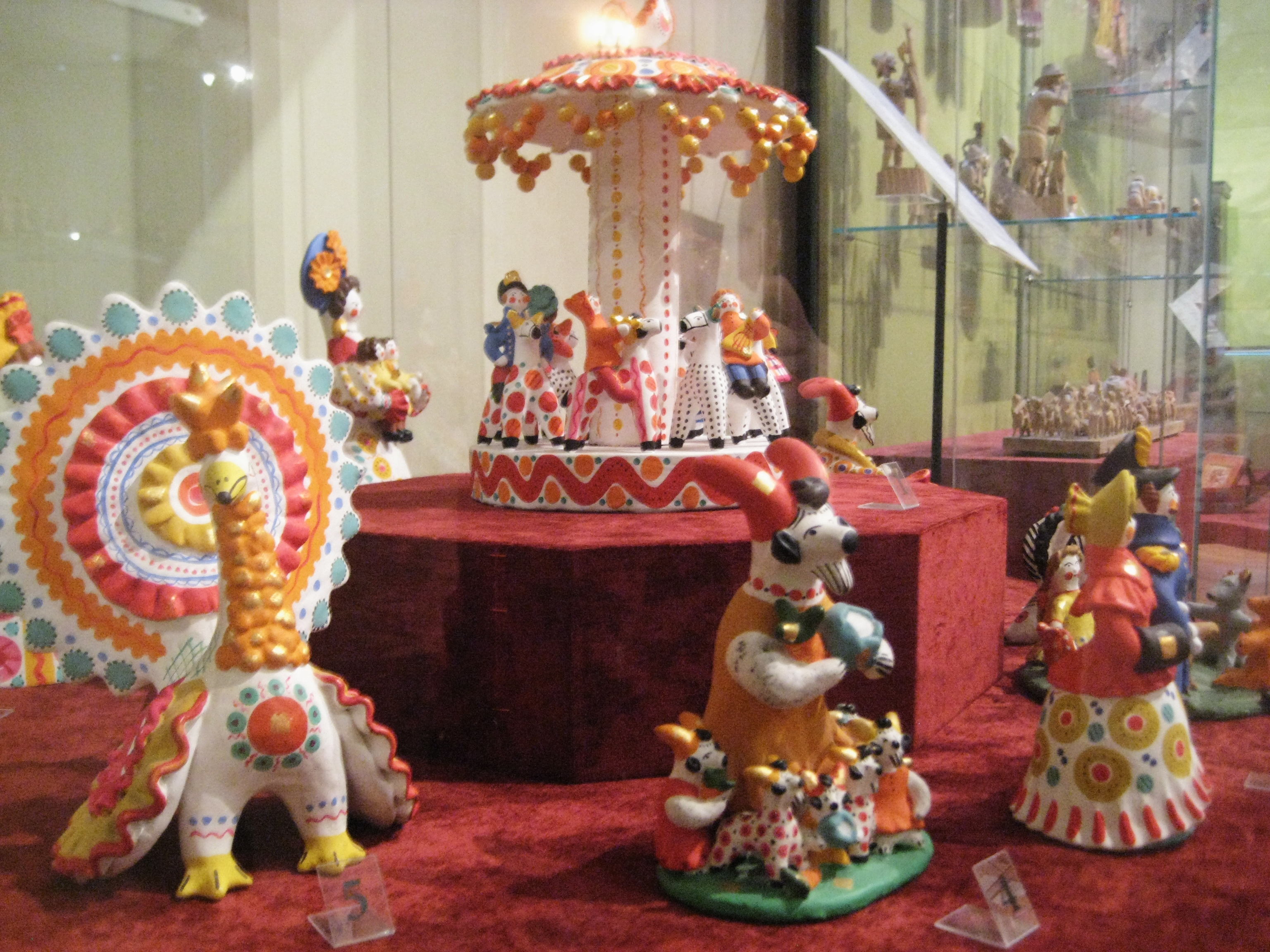
Дымковская игрушка

В 1913—1914 годах писал этюды в Кукарке, Вятке и Москве.
Лауреат конкурса Московского общества любителей художеств в 1915: произведение «Базар в провинции» было отмечено первой премией имени Н. С. Мазурина за жанровое произведение.
1919—1923 годы художник-руководитель игрушечного отделения Вятских художественно-промышленных мастерских.
Последующие годы жил в Москве и в Ленинграде, но постоянно возвращался на Вятку. В 1920—1930-х годах он был заведующим отделом искусства Вятского губернского отдела народного образования.
Организатор и руководитель цеха дымковской игрушки при Вятском кооперативном товариществе работников изобразительных искусств «Вятский художник» (с декабря 1934 г. — «Кировский художник»). Много труда и времени отдал пропаганде изобразительного искусства и возрождению народных художественных промыслов. Благодаря его активной подвижнической деятельности по представлению и пропаганде дымковской игрушки удалось сохранить древний вятский промысел.
В 1939—1940 годах возглавлял бригаду мастериц дымковской игрушки при оформлении павильона Кировской области на Всесоюзной сельскохозяйственной выставке. Организовал цех дымковской игрушки при товариществе «Кировский художник» (1940). Положил начало коллекциям дымковской игрушки в Государственном Русском музее и Загорском музее игрушки. Он сумел возродить это ремесло и уговорить нескольких старых мастериц не бросать занятие им. Глиняные игрушки лепила и его жена Е. И. Косс-Деньшина. Благодаря стараниям Алексея Ивановича о дымковской игрушке узнали не только во всей России, но и заграницей в Нью-Йорке и Париже, где коллекция игрушек принимала участие во Всемирных выставках.
Работал в качестве театрального художника, оформлял спектакли вятских театров, изготавливал декорации для различных спектаклей. Но основным призванием своим считал пейзаж. Художник использовал любую возможность для работы над живописными полотнами. Его художественное наследие включает зарисовки и этюды, отражающие его впечатления от поездок в Павловск и Загорск, Свердловск и Нижний Тагил, в Крым, по рекам Вятке — Каме — Волге.
Умер в Кирове 30 декабря 1948 года. Похоронен на Старомакарьевском кладбище.

## Работы
Персональные выставки с работами художника Алексея Деньшина проходили дважды на Вятке, здесь были представлены десятки картин и сотни этюдов. В настоящее время работы художника А. И. Деньшина хранятся в частных коллекциях, а большая часть представлена в экспозиции Кировского художественного музея, в том числе картина «Базар в провинции».